# Haplodrassus rugosus
Haplodrassus rugosus – gatunek pająka z rodziny worczakowatych.
Gatunek ten został opisany w 2005 roku przez Tatianę K. Tunewą.
Pająk o ciele długości 5,75 mm, w tym 2,4 mm karapaksu. Karapaks brązowy. Sternum brązowe, przyciemnione na brzegach. Odnóża i nogogłaszczki żółtobrązowe. Odwłok szary. Samiec ma igłowaty embolus, szpatułkowaty wierzchołek apophysis retrolateralis goleni, a apophysis terminalis pomarszczoną i rozdwojąną na szczycie.
Gatunek palearktyczny, znany z kanionu rzeki Szaryn w ujgyr audany w obwodzie ałmackim w Kazachstanie.